# Armen Ambartsumyan (voetballer, 1978)
Armen Ambartsumyan (Armeens: Արմեն Համբարձումյան, Bulgaars: Армен Амбарцумян) (Plovdiv, 18 februari 1978) is een Bulgaars-Armeense voormalig betaald voetballer die dienstdeed als doelman.